# Sadocus guttatus
Sadocus guttatus is een hooiwagen uit de familie Gonyleptidae.